# Meridional (álbum)
Meridional es el quinto álbum de estudio de la banda estadounidense de metalcore Norma Jean. El álbum se lanzó el 13 de julio de 2010 y es también el primer lanzamiento de la banda a través de Razor & Tie desde que dejó Solid State Records en 2009. Tras grabar sus dos álbumes de estudio anteriores, The Anti Mother (2008) y Redeemer (2006), con el productor Ross Robinson, Norma Jean seleccionó a Jeremy SH Griffith para producir Meridional con el fin de expandir su sonido. Es el último álbum que cuenta con la participación del guitarrista Scottie Henry, el bajista Jake Schultz y el baterista Chris Raines.
El primer sencillo del álbum, "Leaderless and Self Enlisted", se lanzó el 6 de mayo de 2010.

## Estilo musical
Meridional ha sido descrito como un álbum de metalcore, mathcore, sludge metal, y post-hardcore.

## Lista de canciones
Todas las canciones escritas y compuestas por Norma Jean. 
| N.º | Título                                            | Duración |  |
| 1.  | «Leaderless and Self Enlisted»                    | 3:20     |  |
| 2.  | «The Anthem of the Angry Brides»                  | 2:32     |  |
| 3.  | «Deathbed Atheist»                                | 5:06     |  |
| 4.  | «Bastardizer»                                     | 3:15     |  |
| 5.  | «A Media Friendly Turn for the Worse»             | 4:12     |  |
| 6.  | «Septentrional»                                   | 1:37     |  |
| 7.  | «Blood Burner»                                    | 4:02     |  |
| 8.  | «High Noise Low Output»                           | 3:26     |  |
| 9.  | «Falling from the Sky: Day Seven»                 | 6:17     |  |
| 10. | «Everlasting Tapeworm»                            | 3:15     |  |
| 11. | «Occidental»                                      | 1:37     |  |
| 12. | «The People That Surround You on a Regular Basis» | 3:42     |  |
| 13. | «Innocent Bystanders United»                      | 25:03    |  |

## Personal
Norma Jean
- Cory Brandan – voz, guitarras
- Chris Day – guitarras
- Scottie Henry – guitarras
- Chris Raines – batería, percusión
- Jake Schultz – bajo